# Annapurna Interactive
Annapurna Games, LLC (торгова назва: Annapurna Interactive) — американський видавець і розробник відеоігор. Компанія була заснована в 2016 році як відеоігровий підрозділ медіакомпанії Annapurna Pictures.

## Історія
Annapurna Games було засновано 1 грудня 2016 року як підрозділ медіакмпанії Annapurna Pictures з метою виходу на ринок відеоігрової індустрії. До компанії увійшли як колишні керівники Annapurna, зокрема продюсер Ніл Гемраджані та керівник технологій Джеймс Масі, так і ветерани-розробники відеоігор, Натан Ґері, Дебора Марс, Гектор Санчес та Джеф Леґаспі, які до цього працювали в Sony Interactive Entertainment і Warner Bros. Interactive Entertainment, а Дженова Чен був радником компанії, яка мала на меті видавати «особисті, емоційні та оригінальні» ігри.
У день заснування компанія оголосила про кілька видавничих угод з незалежними розробниками. Перші ігри, опубліковані компанією, включали Gorogoa, What Remains of Edith Finch, Wattam і Florence. У 2017 році Annapurna оголосили про збільшення об'ємів видавництва ігор, до яких увійшли The Artful Escape, Ashen і Telling Lies.
У травні 2020 року було оголошено, що Натан Велла, колишній президент Capybara Games, приєднався до компанії як виконавчий директор. У жовтні 2020 року Annapurna заснували внутрішню студію розробки в Лос-Анджелесі.
У червні 2022 року Annapurna оголосили про створення внутрішньої студії розробки ігор на чолі з Челсі Хеш. Його перша гра, Blade Runner 2033: Labyrinth, була анонсована в 2023 році.
У листопаді 2023 року Annapurna Interactive придбали південноафриканську студію 24 Bit Games, яка забезпечує підтримку інді-ігор Gone Home, Neon White і Cocoon.
За даними IGN, на початку 2024 року Меґан Еллісон почала більш активно займатися справами Annapurna Pictures, звільнивши Джеймса Масі і повернувши Натана Ґері на посаду президента Annapurna Interactive. Однак інші джерела повідомляють, що Ґері також було звільнено в цей період. Ці події спонукали частину співробітників Annapurna Interactive звільнитися. Після обговорень з рештою команди, Еллісон вирішила повернути обох і Ґері, і Масі до складу Annapurna Interactive. Крім того, було розпочато переговори про перетворення підрозділу на окрему компанію, яку тимчасово назвали Verset, з поділом доходів між Annapurna та Verset. Невдовзі після цього Еллісон знову найняла Гектора Санчеса для керівництва новим підрозділом ігрових та інтерактивних проєктів в Annapurna Pictures. Ця ініціатива була підкріплена угодою між Annapurna Pictures і Remedy Entertainment, яка передбачала фінансування розробки Control 2, а також отримання прав на екранізацію Control та Alan Wake для телебачення та кіно. Внутрішньо новий підрозділ мав стати платформою Annapurna для розробки AAA-ігор, тоді як Annapurna Interactive продовжували б зосереджуватися на інді-іграх. Однак співробітників Annapurna Interactive не поінформували про ці плани.
У серпні 2024 року, коли Remedy публічно оголосили про співпрацю з Annapurna Pictures, це викликало плутанину серед співробітників Annapurna Interactive. Вони спробували звернутися до Еллісон, щоб обговорити раніше запропонований поділ компанії, але та ніяк не прокоментувала ситуацію, натомість почавши ще більше зміцнювати свій контроль над Annapurna Interactive. В результаті на початку вересня 2024 року Ґері, Масі, Марс і Велла подали спільний лист про відставку. У той час Annapurna Pictures заявили про плани інтегрувати підрозділ Interactive до складу інших своїх відділів. Наступного тижня Bloomberg News повідомили, що весь колектив Annapurna Interactive з 25 осіб подав у відставку. Група спробувала продовжити попередні переговори щодо створення Verset, але Еллісон не відреагувала на їхні звернення.
Після цих відставок Санчес очолив Annapurna Interactive за підтримки інших співробітників Annapurna Pictures. Хоча вони мали намір виконати існуючі видавничі угоди, відставки викликали питання щодо того, яку підтримку отримають розробники, які видають свої ігри через Annapurna Interactive. Деякі розробники, чиї проєкти знаходилися під егідою Annapurna Interactive, зокрема Дейві Вреден, C418 та Beethoven & Dinosaur, заявили, що їхні майбутні чи заплановані ігри не постраждали. Співпраця з Remedy Entertainment не була порушена, оскільки за неї відповідали Annapurna Pictures. Blade Runner 2033: Labyrinth також опинився під питанням, оскільки внутрішня команда розробників також подала у відставку. Проте Annapurna Interactive підтвердили свої наміри випустити гру після завершення переходу. Annapurna оголосили, що розробка Silent Hill: Townfall також продовжиться.

## Продукція

### Розроблені відеоігри
| Рік | Назва                        | Платформи         | Дж.    |
| --- | ---------------------------- | ----------------- | ------ |
| ЩНВ | Blade Runner 2033: Labyrinth | Microsoft Windows | [ 20 ] |

### Видані відеоігри
| Рік  | Назва                        | Розробник                | Платформи | Дж.    |
| ---- | ---------------------------- | ------------------------ | --- | ------ |
| 2017 | What Remains of Edith Finch  | Giant Sparrow            | Microsoft Windows, PlayStation 4, Xbox One, Nintendo Switch, iOS, PlayStation 5, Xbox Series X/S                        | [ 21 ] |
| 2017 | Flower                       | Thatgamecompany          | Microsoft Windows, iOS                                                                                                  | [ 22 ] |
| 2017 | Gorogoa                      | Buried Signal            | Microsoft Windows, macOS, iOS, Android, Nintendo Switch, PlayStation 4, Xbox One                                        | [ 23 ] |
| 2018 | Florence                     | Mountains                | Microsoft Windows, iOS, Android, macOS, Nintendo Switch                                                                 | [ 24 ] |
| 2018 | Donut County                 | Ben Esposito             | Microsoft Windows, macOS, iOS, Android, PlayStation 4, Xbox One, Nintendo Switch                                        | [ 24 ] |
| 2018 | Gone Home                    | Fullbright               | Nintendo Switch, iOS | [ 25 ] |
| 2018 | Ashen                        | A44                      | Microsoft Windows, PlayStation 4, Xbox One, Nintendo Switch                                                             | [ 26 ] |
| 2019 | Outer Wilds                  | Mobius Digital           | Microsoft Windows, PlayStation 4, Xbox One, Nintendo Switch, Xbox Series X/S, PlayStation 5                             | [ 27 ] |
| 2019 | Journey                      | Thatgamecompany          | Microsoft Windows, iOS                                                                                                  | [ 28 ] |
| 2019 | Telling Lies                 | Сем Берлоу, Furious Bee  | Microsoft Windows, macOS, iOS, PlayStation 4, Xbox One, Nintendo Switch                                                 | [ 29 ] |
| 2019 | Sayonara Wild Hearts         | Simogo                   | Microsoft Windows, macOS, iOS, tvOS, PlayStation 4, Xbox One, Nintendo Switch                                           | [ 30 ] |
| 2019 | Wattam                       | Funomena                 | Microsoft Windows, PlayStation 4                                                                                        | [ 31 ] |
| 2020 | Kentucky Route Zero          | Cardboard Computer       | Microsoft Windows, Linux, iOS, Android, macOS, PlayStation 4, Xbox One, Nintendo Switch, PlayStation 5, Xbox Series X/S | [ 32 ] |
| 2020 | If Found...                  | Dreamfeel                | Microsoft Windows, macOS, iOS, Nintendo Switch                                                                          | [ 33 ] |
| 2020 | The Unfinished Swan          | Giant Sparrow            | Microsoft Windows, iOS                                                                                                  | [ 34 ] |
| 2020 | I Am Dead                    | Hollow Ponds, Річард Гоґ | Microsoft Windows, PlayStation 4, Xbox One, Nintendo Switch, PlayStation 5, Xbox Series X/S                             | [ 35 ] |
| 2020 | The Pathless                 | Giant Squid              | Microsoft Windows, macOS, iOS, tvOS, PlayStation 4, Xbox One, Nintendo Switch, PlayStation 5, Xbox Series X/S           | [ 36 ] |
| 2021 | Maquette                     | Graceful Decay           | Microsoft Windows, PlayStation 4, Xbox One, Nintendo Switch, PlayStation 5, Xbox Series X/S                             | [ 37 ] |
| 2021 | Last Stop                    | Variable State           | Microsoft Windows, PlayStation 4, Xbox One, Nintendo Switch, PlayStation 5, Xbox Series X/S                             | [ 38 ] |
| 2021 | Twelve Minutes               | Luis Antonio             | Microsoft Windows, PlayStation 4, Xbox One, Nintendo Switch, PlayStation 5, Xbox Series X/S                             | [ 38 ] |
| 2021 | The Artful Escape            | Beethoven & Dinosaur     | Microsoft Windows, PlayStation 4, Xbox One, Nintendo Switch, PlayStation 5, Xbox Series X/S                             | [ 38 ] |
| 2021 | Solar Ash                    | Heart Machine            | Microsoft Windows, PlayStation 4, Xbox One, Nintendo Switch, PlayStation 5, Xbox Series X/S                             | [ 39 ] |
| 2022 | A Memoir Blue                | Cloisters Interactive    | Microsoft Windows, iOS, PlayStation 4, Xbox One, Nintendo Switch, PlayStation 5, Xbox Series X/S                        | [ 40 ] |
| 2022 | Neon White                   | Angel Matrix             | Microsoft Windows, PlayStation 4, Xbox One, Nintendo Switch, PlayStation 5, Xbox Series X/S                             | [ 41 ] |
| 2022 | Stray                        | BlueTwelve Studio        | Microsoft Windows, macOS, PlayStation 4, Xbox One, PlayStation 5, Xbox Series X/S                                       | [ 42 ] |
| 2022 | Hohokum                      | Honeyslug, Річард Гоґ    | Microsoft Windows | [ 43 ] |
| 2022 | Hindsight                    | Team Hindsight           | Microsoft Windows, macOS, iOS, PlayStation 4, Xbox One, Nintendo Switch, PlayStation 5, Xbox Series X/S                 | [ 44 ] |
| 2023 | Storyteller                  | Даніель Бенмергі         | Microsoft Windows, Nintendo Switch, iOS, Android                                                                        | [ 45 ] |
| 2023 | Mundaun                      | Hidden Fields            | Microsoft Windows, PlayStation 4, Xbox One, Nintendo Switch, PlayStation 5, Xbox Series X/S                             | [ 46 ] |
| 2023 | Cocoon                       | Geometric Interactive    | Microsoft Windows, PlayStation 4, Xbox One, Nintendo Switch, PlayStation 5, Xbox Series X/S                             | [ 47 ] |
| 2023 | Thirsty Suitors              | Outerloop Games          | Microsoft Windows, PlayStation 4, Xbox One, Nintendo Switch, PlayStation 5, Xbox Series X/S                             | [ 48 ] |
| 2024 | Open Roads                   | Open Roads Team          | Microsoft Windows, PlayStation 4, Xbox One, Nintendo Switch, PlayStation 5, Xbox Series X/S                             | [ 49 ] |
| 2024 | Bounty Star                  | Dinogod                  | Microsoft Windows, PlayStation 4, Xbox One, PlayStation 5, Xbox Series X/S                                              | [ 50 ] |
| 2024 | Lorelei and the Laser Eyes   | Simogo                   | Microsoft Windows, Nintendo Switch                                                                                      | [ 51 ] |
| 2024 | Flock                        | Hollow Ponds, Річард Гоґ | Microsoft Windows, PlayStation 4, Xbox One, PlayStation 5, Xbox Series X/S                                              | [ 52 ] |
| 2025 | Wanderstop                   | Ivy Road                 | Microsoft Windows, PlayStation 5                                                                                        | [ 53 ] |
| 2025 | Wheel World                  | Messhof                  | Microsoft Windows, PlayStation 5, Xbox Series X/S                                                                       | [ 54 ] |
| 2025 | Morsels                      | Furcula                  | Microsoft Windows, Nintendo Switch, PlayStation 5                                                                       | [ 55 ] |
| 2025 | Mixtape                      | Beethoven & Dinosaur     | Microsoft Windows, PlayStation 5, Xbox Series X/S                                                                       | [ 56 ] |
| ЩНВ  | Blade Runner 2033: Labyrinth | Annapurna Games          | Microsoft Windows | [ 20 ] |
| ЩНВ  | Forever Ago                  | Third Shift              | Microsoft Windows | [ 57 ] |
| ЩНВ  | The Lost Wild                | Great Ape Games          | Microsoft Windows | [ 58 ] |
| ЩНВ  | Lushfoil Photography Sim     | Метт Ньюел               | Microsoft Windows | [ 59 ] |
| ЩНВ  | Skin Deep                    | Blendo Games             | Microsoft Windows | [ 60 ] |
| ЩНВ  | Silent Hill: Townfall        | No Code                  | Microsoft Windows | [ 61 ] |
| ЩНВ  | to a T                       | Uvula                    | Microsoft Windows, Xbox One, Xbox Series X/S                                                                            | [ 62 ] |
| ЩНВ  | We Kill Monsters             | Glass Revolver           | Microsoft Windows | [ 63 ] |